# Klaus Fischer (imprenditore)
Klaus Fischer (Freudenstadt, 17 agosto 1950) è un imprenditore tedesco.
Klaus Fischer è dirigente d'azienda del gruppo Fischerwerke, figlio del fondatore Artur Fischer.

## Biografia
Dopo gli studi alla FH Konstanz di Costanza dal 1971 al 1975 e il diploma Dipl.-Ing. FH, Fischer entra nel 1975 alla fischerwerke; il 1º aprile 1976 diventa direttore tecnico e nel 1980 Direttore generale.
L'azienda passa negli anni'80 da sei (1980) a trentatré siti produttivi in 30 paesi (2008). Così come una diversificazione dell'offerta commerciale. Settore come quello automotive (per interni abitacolo) risale al 1981 dalle Compact Cassette (fischer CBOX) ed è ancora adesso un pilastro dell'azienda. Nel 2004 la fischer Consulting è diventata la quarta specializzazione dell'azienda. L'azienda acquisisce la Upat nel 1993 e la Rocca nel 1997. Il fatturato del gruppo passa da 80 a 560 milioni di euro. Nel 2001 Klaus Fischer introduce il fischer ProzessSystem (fPS), basato sul metodo giapponese Kaizen. Per il processo di ottimizzazione nella fabbrica ha vinto diversi premi nel 2008.
Negli anni'90 ha acquisito la maggioranza delle azioni, dal 2001 detiene il 98% del gruppo e il rimanente 2% ai suoi figli Frank e Jörg Klaus. Quest'ultimo nel 2011 ha assunto la direzione; un anno più tardi ha lasciato l'azienda. Si è interrotto il ricambio generazionale nell'azienda.
Il patrimonio della famiglia nel 2008 è stato valutato in 500 milioni di euro.

## Filmografia
- Wer sucht, erfindet. Documentario sulla famiglia Fischer, Germania, 2001/2002, 90 min., Regia: Sabine Willmann, „Junger Dokumentarfilm“, in coproduzione con SWR, Produzione: floff pictures GmbH
- Ein Leben als "Aufgabenlöser". Erfinder Artur Fischer wird 90. Documentario, Germania, 2009, 25 min., Regia: David Globig, Produzione: Bayern 2, Trasmissione:22 dicembre 2009, Inhaltsangabe[collegamento interrotto] von Bayern 2
- Artur Fischer - Der Dübelkönig aus dem Schwarzwald. (Titolo alternativo: Der Dübelkönig - Artur Fischer.) Documentario, Germania, 2010, 45 min., Regia: Hanspeter Michel, Produzione: SWR, http://www.swr.de/tv/-/id=2798/nid=2798/did=6196892/59p4rr/[collegamento interrotto] Trasmissione:8 aprile 2010, Inhaltsangabe von 3sat

## Onorificenze
- Wirtschaftsmedaille des Landes Baden-Württemberg (25. Januar 1996)
- Dottore presso la Universität für Bodenkultur, Wien (14. Oktober 1997)
- Dottore presso la Universität Stuttgart (22. Oktober 1999)
- Verdienstkreuz am Bande des Verdienstordens der Bundesrepublik Deutschland (25. Juli 2001)
- Medaglia al merito di Altheim (Austria) (17. März 2006)
- Bürgermedaille di Waldachtal (9. Mai 2006)
- Laurea honoris causa alla Università di Tongji, Shanghai (31. Januar 2007)
- Bundesverdienstkreuz 1. Klasse (4. September 2007)
- Sigillo della città di Padova, alta onorificenza dell'Università di Padova (25. April 2009)
- „Award of Excellence“ des CLUB 55 – European community of experts in marketing and sales (11. Juni 2009)
- Grashof-Denkmünze des VDI e.V. (14. Mai 2013)[4]